# مارك دياكونو
مارك دياكونو (بالإنجليزية: Mark Diacono)‏ هو كاتب في مجال الطعام ومزارع ومصور فوتوغرافي، قام بنشر سبعة كتب. في عام 2015 حاز على جائزة «أندريا سايمون» لكتب الطعام لعام 2014 عن كتابه «عام في مزرعة القندس»، كما حاز كتابه «المذاق غير المتوقع» على لقب كتاب العام بترشيح من قبل نقابة كُتَّاب مجال الأطعمة عام 2011.
يدير دياكونو ملكية خاصة صغيرة وهي مزرعة القندس (ثعلب الماء) في ويستون بالقرب من هونيتون شرق ديفون التي تقع بإنجلترا، كما أن لديه ترابط طويل الأمد بنهر كوتاج والذي أبرزه الكاتب في إحدى المسلسلات التليفزيونية وعقد الدورات وقام بالكتابة وقيادة فريق الحديقة بجوراه. حصل مارك على الدرجة العليا ودرجة الماجيستير «التميز» في مجال الإدارة والتنظيم البيئي من جامعة أوكسفورد.

## كتبه
- بقعة الخضار: كتاب نهر كوتاج رقم.4 (2009)
- طعام الغير متوقع (2010)
- الفاكهة: كتاب نهر كوتاج رقم. 9 (2011)
- حديقة الخضراوات السريعة (2013)
- فراخ ودجاج " كتاب نهر كوتجاج رقم.11 (2013)
- عام في مزرعة القندس (2014)
- حديقة المطبخ الجديد (2015)

صور فقط
- الأعشاب: كتاب نهر كوتاج رقم. 10 (2012)
- توزيعى الرائع: دليل ملهم للتوزيع (تقسيم الحصص) العصرى ومجتمع الحدائق الخاص (2013)

## جوائزه
- جائزة «أندريا سايمون» لكتاب العام في مجال الطعام (2014)[5]
- نقابة كاتبى الطعام: كتاب العام (2011)[6]
- نقابة «جاردن ميديا» الخاصة بمجتمع الحدائق: الكتاب المصور للعام (2013)
- نقابة «جاردن ميديا» الخاصة بمجتمع الحدائق: صحفى العام (2011).

## روابط خارجية
- Mark Diacono's Otter Farm website